# Computadora cuántica de Deutsch
La primera máquina de Turing cuántica verdadera fue descubierta por David Deutsch. Su modelo se diferencia del de la Benioff en que mantiene el registro de memoria cuántico (la cinta) en superposición de estados computacionales.
El operador U de evolución temporal tiene que ser local, envolviendo sólo interacciones entre qubits adyacentes, e independiente del tiempo. Esto asegura que, en cada paso computacional, sólo interactúan qubits adyacentes y la computación tiene un tiempo de finalización bien definido. Para lograrlo es necesario un hamiltoniano dependiente del tiempo.
- Datos: Q5402518